# Jake Brenk
Jake Brenk (* 16. April 1982 in Detroit Lakes, Minnesota) ist ein ehemaliger US-amerikanischer Eishockeyspieler. Seit 2015 ist Brenk Schiedsrichter in der National Hockey League.

## Karriere
Brenk begann seine Karriere im Jahr 2001 an der Minnesota State University, Mankato, wo er für das Eishockeyteam in der US-amerikanischen Collegeliga Western Collegiate Hockey Association aktiv war. Während des NHL Entry Draft 2001 wählten ihn die Verantwortlichen der Edmonton Oilers in der fünften Runde an insgesamt 154. Position aus. Der Offensivspieler beendete daraufhin sein Studium während der Saison 2004/05 und schloss sich für elf Partien den Greenville Grrrowl aus der ECHL an. 
Zur Spielzeit 2005/06 unterschrieb er zunächst einen Vertrag bei den Adirondack Frostbite aus der ehemaligen United Hockey League, wechselte wenig später jedoch zurück in die ECHL zu den Pensacola Ice Pilots. Für die Ice Pilots absolvierte der damals 23-jährige drei Saisonspiele und erzielte dabei keinen Scorerpunkt. Zum Ende der laufenden Spielzeit forcierte er einen Wechsel nach Europa und ging fortan für die Nijmegen Emperors aus der niederländischen Eredivisie aufs Eis. Dort gehörte der Rechtsschütze zu den teamintern besten Scorern und konnte in insgesamt 34 Partien 47 Mal punkten.
Auf Grund der gezeigten Leistungen ging er im Sommer 2006 zurück nach Nordamerika in die Central Hockey League, wo er seine Schlittschuhe für die New Mexico Scorpions schnürte. Nachdem er dort nicht überzeugen konnte und in 19 Einsätzen lediglich vier Punkte erzielte, kehrte er während der Saison zurück zu den Nijmegen Emperors. In Nijmegen beendete er schließlich die Spielzeit 2006/07. Nach einem Gastspiel in Schweden bei Kallinge/Ronneby IF, ging er in der Saison 2008/09 für die Ruijters Eaters Geleen aufs Eis. Ende Mai 2009 wechselte der mittlerweile 27-jährige in die dritthöchste deutsche Spielklasse, die Oberliga, zum EHC Dortmund. Anschließend pausierte er als Eishockeyspieler, blieb dem Sport jedoch als Schiedsrichter verbunden. 2012 kehrte nochmals zum EHC Dortmund zurück. Seit 2015 ist Brenk Schiedsrichter in der National Hockey League.

## Karrierestatistik
(Legende zur Spielerstatistik: Sp oder GP = absolvierte Spiele; T oder G = erzielte Tore; V oder A = erzielte Assists; Pkt oder Pts = erzielte Scorerpunkte; SM oder PIM = erhaltene Strafminuten; +/− = Plus/Minus-Bilanz; PP = erzielte Überzahltore; SH = erzielte Unterzahltore; GW = erzielte Siegtore; 1 Play-downs/Relegation; Kursiv: Statistik nicht vollständig)